# Michelin
SCA Compagnie Générale des Établissements Michelin (pronunciación en francés: /[miʃlɛ̃]/) es una empresa francesa especializada en la fabricación de neumáticos fundada por los hermanos Édouard Michelin y André Michelin el 28 de mayo de 1889 desarrollado para neumáticos de bicicleta. Su sede central se ubica en la ciudad de Clermont-Ferrand, capital del departamento Puy-de-Dôme, en el centro geográfico de Francia. En la actualidad, es la segunda mayor fabricante de neumáticos en el mundo después de Bridgestone.
La empresa tiene participación en diversas categorías de automovilismo, principalmente en el Campeonato del mundo de motociclismo y el Campeonato Mundial de Rally.

## Historia
En 1889, los hermanos Édouard y André Michelin, dirigían una fábrica de caucho en Clermont-Ferrand, Francia. Un día, un ciclista cuya llanta neumática necesitaba reparación apareció en la fábrica, el cual estaba pegado al borde y costó más de tres horas para quitarlo y repararlo, que luego debía dejarse durante la noche para que se secara. Al día siguiente, Édouard Michelin llevó la bicicleta reparada al patio de la fábrica para probarla. Después de unos cientos de metros, el neumático falló. A pesar del revés, Édouard estaba entusiasmado con la llanta neumática, por lo que él y su hermano trabajaron en la creación de su propia versión, una que no necesitaba ser pegada al borde. Michelin se incorporó el 28 de mayo de 1889 y en 1891 sacó su primera patente para un neumático desmontable que fue utilizado por Charles Terront para ganar la primera carrera ciclista de larga distancia del mundo: el París-Brest-París de 1891.

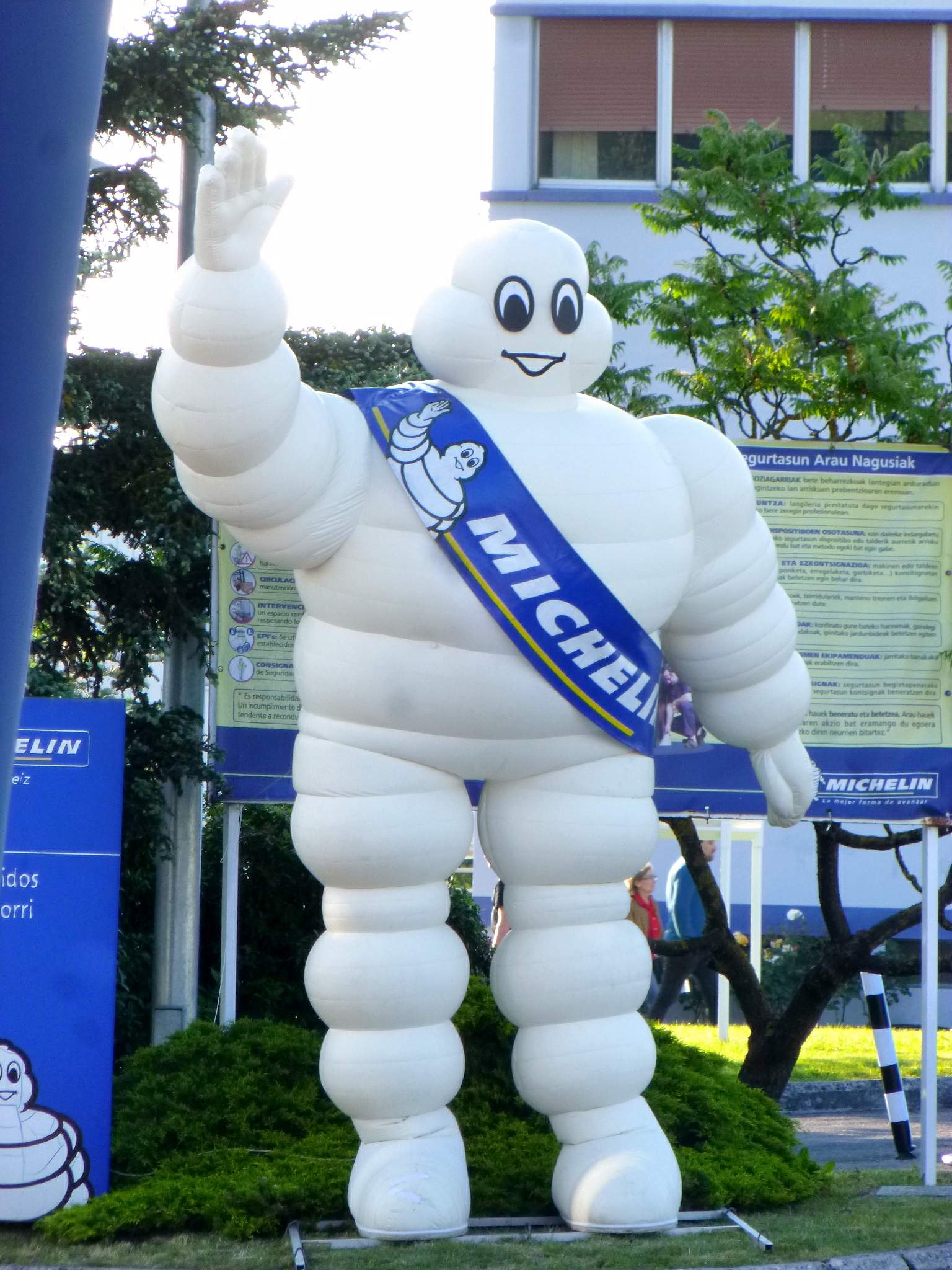
Bibendum, mascota de Michelin

La mascota de esta compañía es llamada "Bibendum", un personaje de color blanco que está formado por neumáticos. Este «hombre neumático» fue creado en 1895, tres años después de que naciera el automóvil. La forma abultada de este simpático personaje ha derivado a llamar michelines a los excesos adiposos alrededor de la cintura en España, Brasil y Chile. En el resto de Hispanoamérica se los llama llantas o cauchos. Bibendum fue diseñado por Marius Rossillon, imitando a la silueta humana apilada de neumáticos Michelin. Su imagen ha ido evolucionando a lo largo de la historia de la marca de neumáticos. En los años 1920, el muñeco estaba fumando. No fue hasta los años 1950 cuando se convirtió en un personaje más amigable, dejando de aparecer fumando y comenzó a redondearse su silueta. En 1998 al celebrarse su centenario, sus curvas se hicieron más delgadas.
En 2007, Michelin tiene el récord del neumático más grande fabricado, se trata de los neumáticos 59/80R63 con que va equipado el volquete gigante de Caterpillar modelo 797B, utilizado en excavación minera. Cada neumático pesa 5 toneladas, tiene 4 metros y medio de diámetro y 1,48 m (4' 10,30") de ancho, con una presión de inflado de 6,5 bares (92,4 psi; 637 kPa). El costo de cada uno de estos neumáticos ronda los 30 000 €.
En España cuenta con factorías en Aranda de Duero (Burgos), Valladolid, Vitoria y Lasarte-Oria.
En Argentina, cuenta con plantas de recapado de cubiertas. La primera fue inaugurada a mediados de diciembre de 2011 en Morteros, Provincia de Córdoba en la cual se invirtieron 17 000 000 $. Para el mes de abril de 2013, prometió abrir tres plantas más, ubicadas en: Tandil, Provincia de Buenos Aires para entre los meses de julio y agosto; Granadero Baigorria, Santa Fe en el mes de septiembre y Oberá, Misiones en noviembre. En México, cuenta con una planta en Santiago de Querétaro y otra más en proyecto en León, Guanajuato, debido a que este se ha convertido en un importante centro de producción de automóviles. Cabe mencionar que el 10/Junio/2026 se anunció el cierre de la planta Michelin Querétaro a finales del 2026.

## Otras actividades

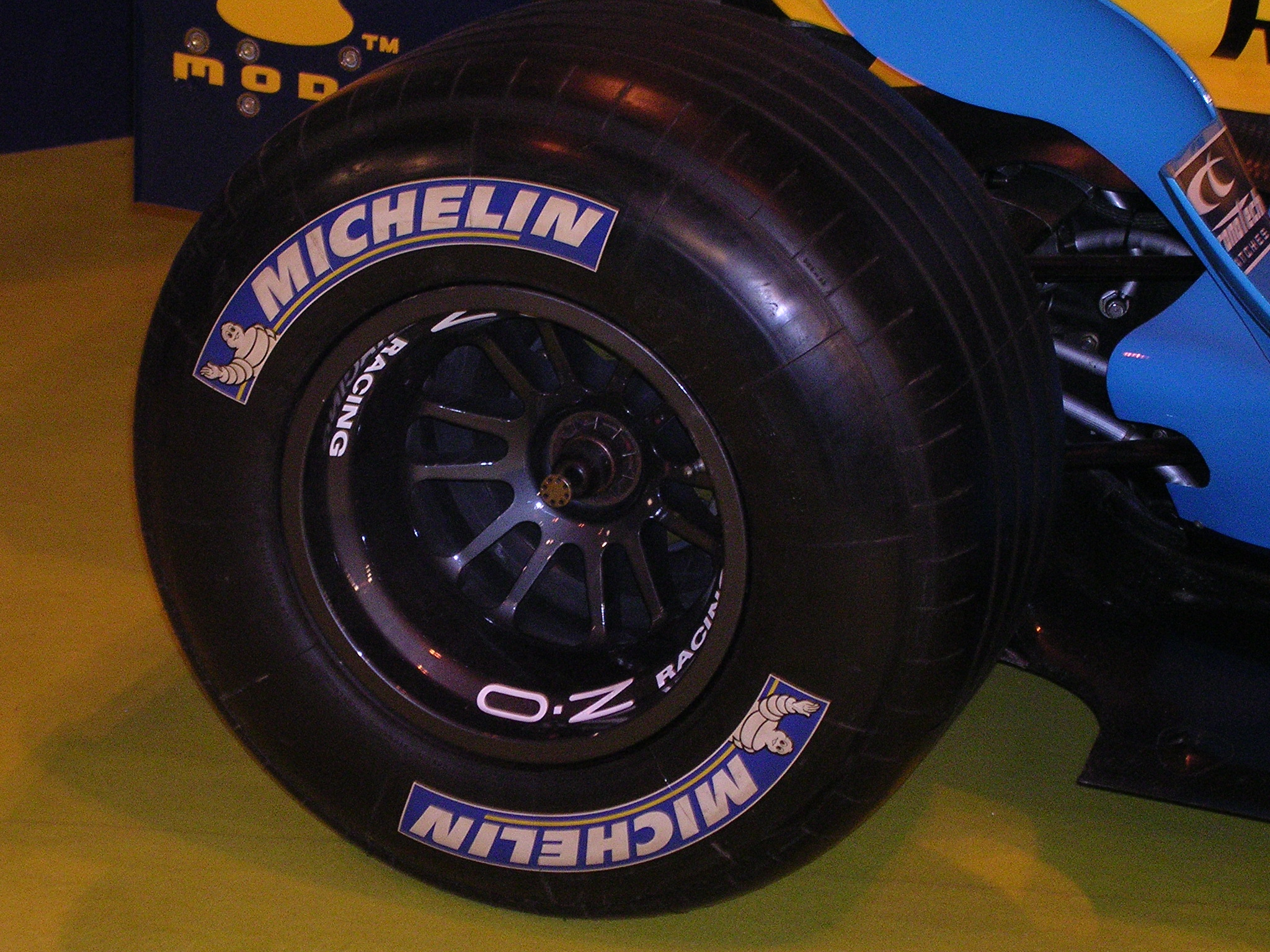
Neumático Michelin de un Renault R25

Como actividad secundaria, Michelin realiza ediciones de guías turísticas, guías gastronómicas y mapas de carreteras, siendo la más vendida la conocida como Guía Michelin.
Después se introdujo en el mercado de software de ayuda a la conducción mediante GPS y confección automática de rutas por carretera a través de la web ViaMichelin, en colaboración con Tele Atlas.
Michelin ha sido uno de los fabricantes de neumáticos de Fórmula 1 entre 1977 y 1984 y entre 2001 y 2006. La última vez que estuvo presente en la Fórmula 1 fue en 2006. En 2010, la marca francesa anunció que estaba estudiando volver a entrar a la máxima competición del automovilismo en 2011 sustituyendo a Bridgestone, después de que esa compañía decidiera abandonar la competición después del año 2010. Sin embargo, aquel anuncio no prosperó y quien remplazó a Bridgestone como proveedor de neumáticos de la categoría fue Pirelli.
Desde 2014, ha sido el proveedor de neumáticos oficial de la Fórmula E, hasta que fuera reemplazada por la coreana Hankook a partir de 2022.
En España, ha creado junto a otros productores e importadores de neumáticos, el sistema integrado de gestión de los neumáticos fuera de uso llamado "Signus", para el reciclaje de los neumáticos usados (NFU), lo que fue legislado mediante el Real Decreto (RD) 1619/2005 del 30 de diciembre.
Michelin anunciaba que fabricaría en su planta de Valladolid un millón de neumáticos más cada año a partir de 2016.